# Dachwig
Dachwig település Németországban, azon belül Türingiában. Lakosainak száma 1619 fő (2023. december 31.).

## Népesség
A település népességének változása:
| Lakosok száma | 1638 | 1610 | 1592 | 1631 | 1619 |
|               | 2017 | 2019 | 2021 | 2022 | 2023 |